# Carmina Benguría
Carmina Benguría (18 de enero de 1920-15 de octubre de 2017) fue una poeta y declamadora cubana.

## Biografía

### Primeros años
Carmina Benguría Rodríguez nació el 18 de enero de 1920 en una colonia dedicada al cultivo de caña de azúcar propiedad de su familia, radicada en la actual provincia cubana de Ciego de Ávila. Sus padres, Enrique Benguría Pérez de Corcho y María Elisa Rodríguez Melcón, la trasladaron a las pocas semanas de nacida para La Habana, ciudad donde transcurrió su infancia y juventud. 
En 1937, de la mano de Conrado Massaguer, hace su primer recital de poesía en el Círculo de amigos de la cultura francesa de La Habana.  Ese mismo año acompaña a su padre a una reunión de trabajo en la Universidad de Columbia, donde conoce al filólogo español Federico de Onís, profesor de esa universidad y director del Instituto de las Españas. A instancias de Federico de Onís, el 11 de octubre de 1937 declama en el acto de inauguración del curso universitario en la Universidad de Columbia, acto en el que conoce a Jorge Mañach, escritor y filósofo cubano que fuera su amigo cercano. A la Universidad de Columbia regresa invitada en 1939, fecha en que inicia su amistad con Juan Ramón Jiménez.
A partir de la actuación en la Universidad de Columbia su madre, que hasta ese momento la incitaba a declamar como un entretenimiento, empezó a prepararla con método.  Además de cursar el Bachillerato recibió clases de Ballet en la Sociedad Pro-Arte Musical, aprendió Francés e Inglés y estudió Música en diversos conservatorios. Entonces, su madre, al ver que avanzaba de verdad en todos los sentidos, decidió organizar un recital en el Teatro Nacional de La Habana, el más grande y prestigioso del país.

### Carrera profesional
El debut profesional de Carmina Benguría en el Teatro Nacional de La Habana, el 17 de abril de 1938, fue un rotundo éxito.  Al recital asistió el influyente periodista y poeta Ernesto Fernández Arrondo, que partir de ese momento y hasta su fallecimiento en 1956 se convirtió en su representante. De inmediato, Fernández Arrondo organizó varias presentaciones en el Teatro Encanto de La Habana y un recorrido por las principales ciudades del país.
La actuación que llevó a Carmina Benguría a ser conocida fuera de Cuba ocurrió a poco de finalizar esa gira nacional. El 12 de octubre de 1938 se programó su segunda presentación en el Teatro Nacional de La Habana. Gabriela Mistral, que estaba de paso en La Habana, interesada por lo que se comentaba acerca de la muchachita que decía versos quiso ir al teatro. Y detrás de ella se encontraban allí muchos periodistas, políticos e intelectuales conocidos. El programa estaba hecho de grandes poetas: Campoamor, Machado, Góngora, Lorca, Darío, Ballagas, Nervo, Martí... Se trataba de un recital exigente, con autores muy divulgados por los mejores declamadores. Al concluir el recital, Gabriela Mistral se presenta en el camerino y le dice a Ernesto Fernández Arrondo: “Es una niña prodigio, hay que ayudarla, levantarla…”. Pocos días más tarde Gabriela Mistral le escribió al destacado poeta mexicano  Alfonso Reyes, pidiéndole su apoyo para dar a conocer a la joven declamadora en México. De esta manera, en mayo de 1940 Alfonso Reyes organizó y promocionó la primera gira mexicana de Carmina Benguría, con presentaciones en el Palacio de Bellas Artes y otros escenarios de ese país. 
Con su carrera ya lanzada, regresa a Cuba, donde además de actuar en diversos escenarios es invitada con frecuencia por  Luis Casas Romero a declamar en la estación de radio COCO, lo que en esos primeros tiempos de la radio hace llegar su voz a multitud de hogares.  En junio de 1939 el ayuntamiento organizó un recital en el recién inaugurado Anfiteatro de La Habana, recital que se transmitió en directo a través de la emisora CMBZ.
Pocos días más tarde Camila Henríquez Ureña publicó su conocido artículo La interpretación del poema, inspirado en esa actuación:

… Hace pocas noches hemos presenciado semejante espectáculo en nuestro Anfiteatro. Un público demasiado numeroso desbordaba las gradas, y afuera quedaba todavía una multitud que pretendía inútilmente entrar. En lo alto del tablado, una figura élfica —un hada que podría vivir en el cáliz de un lirio— mantenía suspensa a la multitud con las palabras bellas que caían de sus labios, haciéndose intérprete de la emoción que en ellas encerraron muchos de los más inspirados poetas de España y de la América Hispana.

Carmina Benguría —tal es el nombre que aquella hada tiene en el siglo— con sólo el gesto de sus breves manos y la vibración de su honda, hermosísima voz, revivía el mito de Orfeo y los días de esplendor de la poesía oída, escuchada con deleite…

Después de ese recital en el Anfiteatro de La Habana continuó recorriendo Cuba, actuando en teatros y parques con notable reconocimiento del público y crítica. En las década del cuarenta, sin dejar de actuar en las principales plazas del país, concluye los estudios de Derecho diplomático y consular en la Universidad de La Habana y consolida sus conocimientos de francés, inglés, solfeo y teoría de la música. 
La gira española
El 23 de noviembre de 1949 actúa en el teatro del Ateneo de Madrid. Esta fue la primera de una serie de presentaciones que continuaron en Teatro Lara, el Teatro Español, el Teatro Principal de la Comedia, la Real Academia Española, la Universidad Complutense y el Real Conservatorio de Música y Declamación con una extraordinaria acogida.
En el Teatro Español dio el primero de los recitales Todo Lorca, con poemas de Federico García Lorca, algunos de los cuales nunca se habían dicho públicamente en la España franquista. Poco después de esta actuación el Académico de la lengua Melchor Fernández Almagro escribió en el diario ABC: “Carmina Benguría, fina, rica piedra preciosa de la indestructible corona de nuestra gran poesía hispánica…”; y el crítico Ramón Bernal reseñó en el propio diario ABC: “… Desde los tiempos de la Avellaneda, ha escrito alguien, ningún cubano ha sabido tanto adueñarse del corazón de los españoles. Por encima del mar, Carmina Benguría, menuda y frágil, ha conseguido enlazar con fraterno abrazo dos naciones hermanas tan distantes”.
El 8 de mayo de 1950 el gobierno español le concede la Orden civil de Alfonso X El sabio con la categoría de Cruz; y en junio de ese mismo año es condecorada con la Medalla de oro de la Universidad de Panamá. En 1947 ya había recibido la cubana Orden Carlos Manuel de Céspedes.
Gira martiana del centenario
En 1953, año del centenario del patriota cubano José Martí, Carmina Benguría decidió recorrer Cuba con un programa exclusivamente martiano. Para ayudar a financiar esta gira, su amiga la poeta Dulce María Loynaz organizó el 15 de junio de 1953 un recital en el Teatro Auditórium de La Habana (hoy Amadeo Roldán) donde además de Carmina participaron la soprano Iris Burguet, la arpista Margarita Monter] y la Orquesta Filarmónica de La Habana. En esa campaña recorrió la isla desde Santiago de Cuba hasta Pinar del Río, divulgando la obra martiana en teatros, parques y centros escolares, a menudo ante miles de personas.
Las giras americanas
Tras la campaña martiana de 1953, Carmina Benguría realiza su primera gira americana con actuaciones en Venezuela, México, Honduras, Ecuador, Perú, Panamá y Colombia.
Entre los años de 1953 y 1959 realizó un total de cinco giras americanas. Solo tres países hispanoamericanos dejó de visitar en sus giras: Argentina, Uruguay y Paraguay. Por su relevante papel en la promoción de la poesía hispanoamericana en el transcurso de esas giras fue condecorada con la Orden El sol del Perú y la Medalla de Alfaro, de Ecuador. 
Años cincuenta, en Cuba
En la década del cincuenta, Carmina Benguría apenas pasaba unos tres meses al año en Cuba. A pesar de ello cuando regresaba del extranjero lo mismo actuaba en la televisión, que en la radio, teatros, colegios y plazas públicas. Por esa época empezó sus transmisiones la televisión cubana. El primer programa en que participó —entre 1952 y 1956— fue 1951-1953 Una hora de arte y cultura, que se transmitía los domingos por el canal CMQ. En la radio iba a menudo a La Universidad del Aire, el espacio que Jorge Mañach tenía los domingos por la tarde en la CMQ radio, donde declamaba y hablaba de poesía.
En el año 1950 conoce a Roberto Estopiñán Vera, reconocido escultor y dibujante cubano con el que se casa en 1958, en una relación que duraría toda su vida.   
La Revolución
Tras el triunfo de la Revolución cubana, su esposo Roberto Estopiñán —que había participado en la lucha clandestina contra la dictadura de Batista— es nombrado agregado cultural de la embajada de Cuba en Egipto y Carmina Benguría continúa sus actuaciones en la isla. Así, a solicitud del Che Guevara da recitales de poesía a los soldados del Ejército Rebelde destacados en la Fortaleza de La Cabaña, participa en la Operación Cultura organizada por la Federación Estudiantil Universitaria en 1959 y en el recital martiano organizado por Jorge Mañach en la Plaza Cadenas de la Universidad de La Habana en enero de 1960.
A comienzos del año 1960, su esposo Roberto Estopiñán debe exiliarse en los Estados Unidos. Para esa fecha ya han sido nacionalizadas todas las propiedades de la familia Benguría y la participación de Carmina en actos públicos es sistemáticamente vetada. Su última actuación en Cuba ocurrió el 10 de abril de 1960, interpretando Cenizas, de Juana de Ibarbourou, en CMQ-TV.    
Obligada por la creciente represión, en mayo de 1960 emprende el camino de un exilio que sería definitivo. Camino que poco antes o después de ella siguieron sus amigos cercanos Jorge Mañach, Gastón Baquero, Emeterio Santovenia, José Ángel Buesa y Ernesto Lecuona.   
El exilio
En mayo de 1960 llega acompañada de su madre a Honduras, donde el presidente Ramón Villeda Morales les otorga la ciudadanía de ese país. En marzo de 1961 se reúne con sus padres, esposo y hermanos en la ciudad de Miami, donde trabaja como limpiadora de oficinas. En 1963 la familia se traslada a Nueva York. 
Con el exilio, la carrera profesional de Carmina Benguría parecía terminada. Viviendo en un país donde pocos la conocían, ocupada a tiempo completo en lograr la más elemental subsistencia, totalmente separada de su público natural y sumida en una gran depresión interior. Luego de llegar a los Estados Unidos estuvo once años sin hacer recitales de ningún tipo, hasta que un grupo de cubanos conocidos se puso de acuerdo para hacerla retornar a los escenarios. Alquilaron una sala del New York Cultural Center y en noviembre de 1972 organizaron la función que la devolvió a los escenarios.
Estimulada por el cariño recibido, a partir de esa actuación empezó de nuevo a hacer recitales. Durante casi veinte años actuó en el The New York Cultural Center, el Hunter College, el Gramercy Arts Theatre, el Carnegie Recital Hall, el Litlle Theatre.   También estuvo en el grupo fundador del Centro Cultural Cubano de Nueva York, con el que colaboró durante largos años. Entre otros trabajos, en 1993 grabó un casete con treinta y siete obras de los mejores poetas hispanoamericanos titulado Palabras para ti. Y en 1994 puso voz a En el vientre del trópico, libro de Alina Galliano con prólogo de Carlos Franqui y dibujos de Roberto Estopiñán
En el año 2002 se establece con su esposo en la ciudad de Miami donde, a pesar de sus 82 años cumplidos y de que la diabetes le había provocado una importante pérdida de visión, continuó participando en diversas actividades culturales de la comunidad cubana. En esos años reviste particular significado su participación sistemática en los Coloquios Culturales que la editorial Ego Group, fundada por Gastón Álvaro, celebra en la librería Books & Books de Coral Gables. Entre estas conferencias merecen destacarse “Recordando a Martí”, el 26/1/14; “El arte de la declamación: talento y Oficio”, el 4/6/11; y “ Homenaje a las madres”, el 3/5/15.
En 2012 sale a la luz el CD Carmina Benguría, una voz universal, con dieciséis interpretaciones de poetas hispanoamericanos; y la editorial Ego Group publica Escúchame la voz, libro con el que —a los 92 años— se dan a conocer los poemas que ella escribiera tras su salida de Cuba. Publicado también por Ego Group, en 2015 aparece Desde el libro del alma, con nuevos poemas escritos entre 1960 y 2012.
Con la vista muy disminuida por la diabetes y la agudización de los problemas cardiacos que le acompañaban desde niña, poco antes del fallecimiento de su esposo Roberto Estopiñán en 2015, ingresa en el hogar de ancianos Miami Jewish Health Systems.
La última presentación pública de Carmina Benguría se produce en el coloquio cultural de Ego Group celebrado el 6 de septiembre de 2015, con la organización del coloquio “La importancia de las palabras: advocaciones cubanas”.
Carmina Benguría falleció en el Hospice (hospital para enfermos terminales) del Miami Jewish Health Systems en la noche del 14 al 15 de octubre de 2017.

## Distinciones
- Orden Carlos Manuel de Céspedes, Cuba, 1947
- Orden civil de Alfonso X El Sabio, España, 1950
- Medalla de oro de la Universidad de Panamá, Panamá, 1950
- Orden El Sol del Perú, Perú, 1954
- Medalla de Alfaro, Ecuador, 1955